# Chester Cathedral

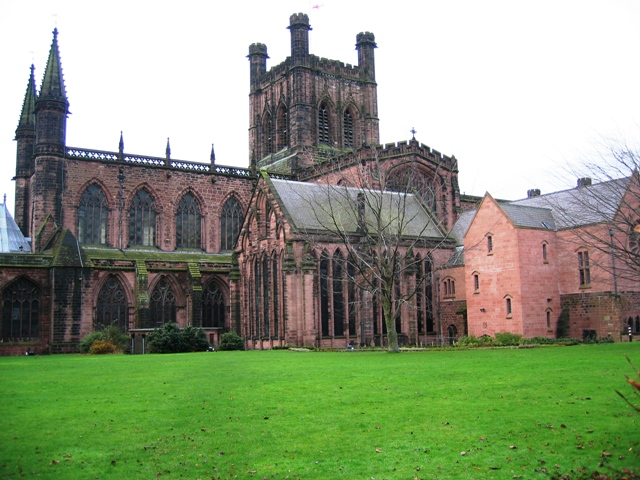
Chester Cathedral von der Abbey Street aus gesehen

Die Chester Cathedral ist eine anglikanische Kathedrale in Chester, England. Seit 1541 ist sie der Sitz des Bischofs von Chester.
Die Kathedrale ist 108 Meter lang und 23 Meter breit bei einer Höhe des Turms von 39 Meter. Sie gehört zur Anglo-Normannischen Architektur, hat aber auch gotische Anteile.

## Geschichte
Die Stadt Chester war bereits in der Römerzeit (als Castra Deviana) ein wichtiger Ort. Es gibt die Vermutung, dass es bereits zu dieser Zeit eine Basilika in der Stadt gab. 1093 wurde eine Benediktinerabtei gegründet, die ältesten Teile der heutigen Kathedrale stammen aus dieser Abtei. Die Abteikirche war zu dieser Zeit noch nicht die Kathedrale von Chester.
1538, bei der Auflösung der englischen Klöster durch König Heinrich VIII., wurde die Abtei geschlossen. Drei Jahre später, 1541, wurde die Abteikirche auf Befehl des Königs zur Kathedrale erhoben. War die Abtei noch der heiligen Werburgh geweiht, der Stadtpatronin Chesters, wurde die Kathedrale jetzt auf Christus und die Jungfrau Maria umgewidmet.

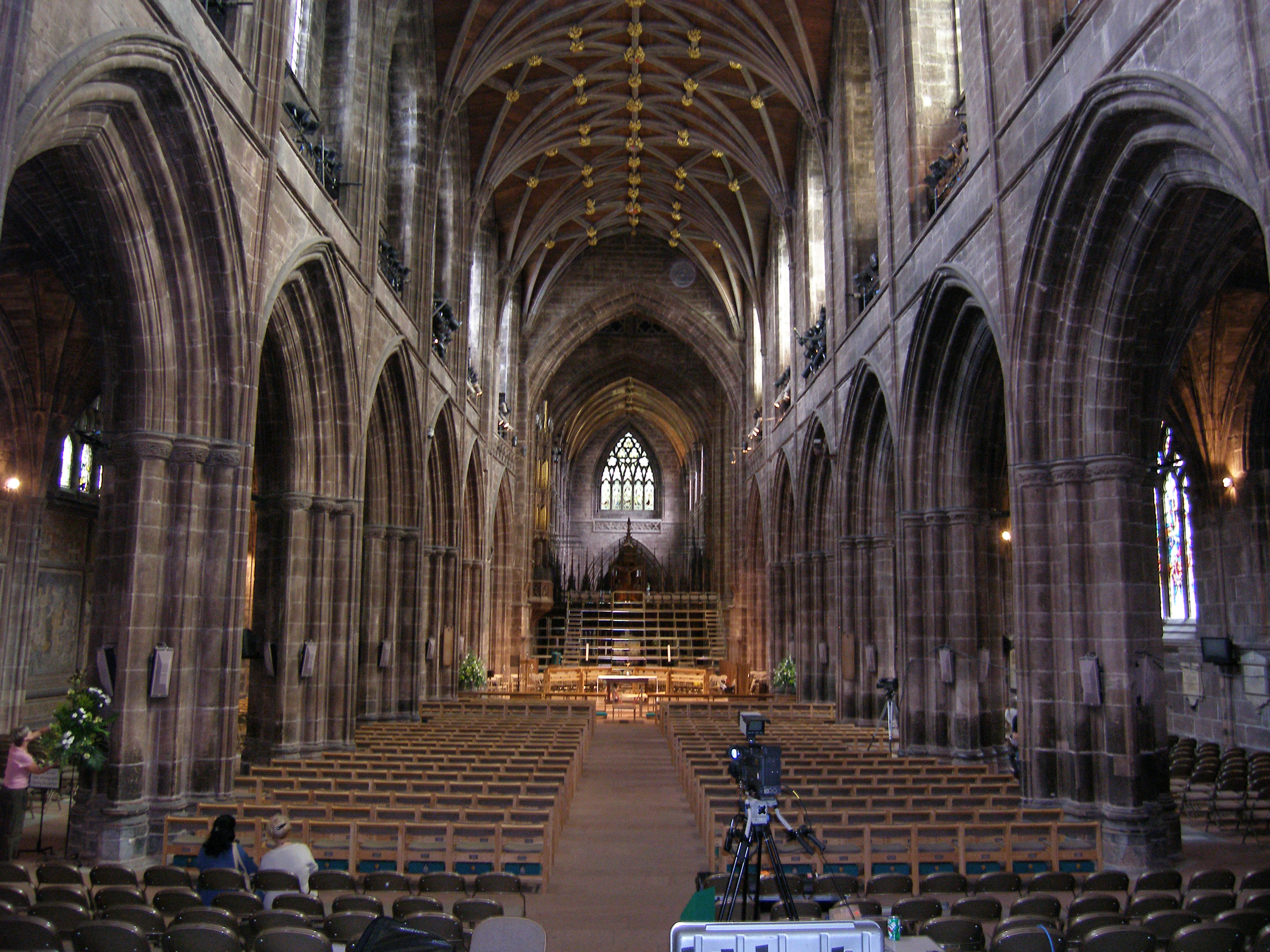
Innenraum der Kathedrale

Seit dem 19. Jahrhundert wurde die Kathedrale mehrmals restauriert, im 20. Jahrhundert wurde neben der Kathedrale ein freistehender Turm errichtet. 1922 wurde in der Kathedrale ein Denkmal für Soldaten enthüllt, die im Ersten Weltkrieg gefallen waren. Seit 1955 sind die Kathedrale und die zugehörenden Klostergebäude als Grade-I-Buildings eingestuft.

## Bestattungen
- Hugh d’Avranches, 1. Earl of Chester († 1101), wurde zuerst auf dem Friedhof der Abtei bestattet, dann ins Kapitelhaus umgebettet
- Ranulph le Meschin, 1. Earl of Chester († 1129)
- Ranulph de Gernon, 2. Earl of Chester († 1153) und seine Ehefrau Maud of Gloucester
- Hugh de Kevelioc, 3. Earl of Chester († 1181)
- Ranulf de Blondeville, 4. Earl of Chester († 1232)
- Ranulf Higden, Chronist († 1364)
- John Pearson, Bischof von Chester († 1686)
- Samuel Peploe, Bischof von Chester († 1752)
- John Graham, Bischof von Chester († 1865), auf dem Friedhof bestattet
- George Clarke of Hyde, 1736–1743 Kolonialgouverneur von New York